# Sergei Wladimirowitsch Schilow
Sergei Wladimirowitsch Schilow (russisch Сергей Владимирович Шилов; * 6. Februar 1988 in Tschaikowski, Oblast Perm, Russische SFSR, Sowjetunion) ist ein ehemaliger russischer Bahn- und Straßenradrennfahrer.

## Sportliche Laufbahn
Sergei Schilow startete für den ZSKA Moskau und wurde zuerst von Swetlana Sacharowa trainiert. Mittlerweile ist Alexander Schischkin sein Trainer. Er begann seine Karriere 2009 bei dem russischen Continental Team Moscow. In der Saison 2010 gewann er jeweils eine Etappe und die Gesamtwertung bei der Vuelta Ciclista a Cartagena und bei der Bidasoa Itzulia. Außerdem gewann er noch ein Teilstück bei der Volta Ciclista Provincia Tarragona und zwei Etappen bei der Vuelta a Palencia. Bei den Olympischen Sommerspielen Junges Russland gewann Schilow das Einzelzeitfahren der U23-Klasse und bei der U23-Europameisterschaft belegte er den zehnten Platz im Straßenrennen.
Auf der Bahn gewann Sergei Schilow bei der U23-Europameisterschaft 2010 die Goldmedaille in der Mannschaftsverfolgung und Bronze im Scratch. 2015 entschied er mit Alexander Serow, Dmitri Sokolow und Kirill Sweschnikow die Mannschaftsverfolgung beim Weltcup-Lauf in Cali für sich. Bei den UEC-Bahn-Europameisterschaften 2017 in Berlin belegte der russische Vierer mit Schilow, Sokolow, Alexander Jewtuschenko und Mamyr Stasch Platz drei. 2020 wurde er russischer Meister im Straßenrennen, im Einzelzeitfahren wurde er Vize-Meister. Ende der Saison trat er vom Leistungsradsport zurück.

## Erfolge – Bahn
2010
- U23-Europameister – Mannschaftsverfolgung (mit Artur Jerschow, Waleri Kaikow und Sergei Tschernezki)
- U23-Europameisterschaft – Scratch

2011
- Universiade – Einerverfolgung

2015
- Weltcup in Cali – Mannschaftsverfolgung (mit Alexander Serow, Dmitri Sokolow und Kirill Sweschnikow)

2017
- UEC-Bahn-Europameisterschaften 2017 – Mannschaftsverfolgung (mit Alexander Jewtuschenko, Mamyr Stasch, Dmitri Sokolow und Alexei Kurbatow)
- Russischer Meister – Mannschaftsverfolgung (mit Mamyr Stasch, Dmitri Sokolow und Alexander Jewtuschenko)
- U23-Europameisterschaft – Scratch

## Erfolge – Straße
2011
- Universiade – Mannschaftszeitfahren

2012
- eine Etappe Volta ao Alentejo

2013
- eine Etappe Vuelta a León

2014
- eine Etappe Volta a Portugal

2015
- eine Etappe Vuelta a Castilla y León
- Prolog und eine Etappe Troféu Joaquim Agostinho

2017
- Trofeo Matteotti
- Prueba Villafranca de Ordizia

2020
- Russischer Meister – Straßenrennen